# Antonín Máša
Antonín Máša (22. července 1935, Višňová u Příbrami – 4. října 2001 Příbram) byl český scenárista, dramatik, režisér, publicista a filmový manažer. Jedná se o méně známou osobnost tzv. nové vlny československého filmu 60. let 20. století, mezi jeho nejbližší spolupracovníky patřili, mimo jiné, scenárista Pavel Juráček a režisér Evald Schorm.

## Život
Po studiu na příbramském gymnáziu a hospodářské škole nejprve krátce studoval v Praze žurnalistiku, toto studium však nedokončil a začal pracovat jako profesionální novinář. Později vystudoval na FAMU dramaturgii a scenáristiku, kterou dokončil v roce 1963. Zde studoval se svým gymnaziálním příbramským spolužákem Pavlem Juráčkem.
Mezi jeho první scenáristické prvotiny patřil filmový debut režiséra Evalda Schorma Každý den odvahu z roku 1965, kde hrál hlavní úlohu Jan Kačer.
Jeho prvním režijním debutem se stal snímek Bloudění z roku 1966, kde hlavní úlohu hrál Jiří Pleskot. Druhým snímkem byl Hotel pro cizince, kde hráli převážně herci z tehdejšího pražského Činoherního klubu v čele s Petrem Čepkem (Evald Schorm v tomto snímku hrál postavu kněze). Třetí snímek pocházel z roku 1968 byla filmová adaptace autobiografické knihy dramaturgyně, spisovatelky a scenáristky z Laterny magiky Mileny Honzíkové s názvem Ohlédnutí.
V roce 1971 byl v důsledku normalizace vyhozen z filmového studia Barrandov. V sedmdesátých letech natočil v tehdejším Filmovém studiu Gottwaldov ještě dva další filmy (Rodeo z roku 1972 a film Proč nevěřit na zázraky z roku 1977), ale ty byly během výroby podrobeny velmi ostrým cenzurním zásahům a umělecky znetvořeny. Filmové scénáře psal, tak jako mnoho jiných umělců oné doby, pod cizími jmény a od roku 1977 se věnoval práci v divadle, zde zejména v 80. letech s Laternou magikou. Nadále spolupracoval s Československou televizí a Filmovým studiem v Gottwaldově. V roce 1990 se vrátil do Filmového studia Barrandov, kde působil jakožto člen jeho vedení a vedoucí tvůrčí skupiny. Natočil zde další dva filmy: Skřivánčí ticho z roku 1989 a Byli jsme to my? z roku 1990. Nicméně nová popřevratová doba pro něj už další tvůrčí úspěchy nepřinesla. Koncem života se stáhl zcela do ústraní a další umělecké činnosti se veřejně nevěnoval.

## Dílo

### Dramata a scénické úpravy
- 1979 Rváč (variace na téma I. S. Turgeněva)
- 1989 Mrtvá živá voda
- 1993 Zpověď dítěte svého věku (podle A. de Musseta)
- 1996 Podivní ptáci

#### Scénické úpravy
- 1981 Ani slovo o lásce
- 1981 Noční zkouška
- 1987 Vivisekce

### Filmografie
1960 Nenávist (studentský, krátkometrážní, r. Hynek Bočan)
1961 Turista (studentský, krátkometrážní, r. Evald Schorm)
1964 Místo v houfu (povídkový, povídky Jak se kalí ocel, Místo, Optimista, r. Václav Gajer, Zbyněk Brynych a Václav Krška)
1964 Každý den odvahu (námět, scénář, r. Pavel Juráček)
1965 Bloudění (scénář, režie spol. s Janem Čuříkem)
1966 Lidé z maringotek (scénář na motivy stejnojmenné knihy Eduarda Basse, r. Martin Frič)
1966 Hotel pro cizince (literární a technický scénář, režie)
1968 Ohlédnutí (literární a technický scénář, režie)
1972 Rodeo (scénář, režie)
1974 Bertillón 166 (scénář TV filmu, r. Zdeněk Míka)
1977 Proč nevěřit na zázraky (scénář, režie)
1980 Prázdniny pro psa (námět, scénář, r. Jaroslava Vošmiková)
1981 Laterna Magika: Noční zkouška (scénář a televizní záběry pro divadelní hru uvedenou v Laterně Magice, r. Evald Schorm)
1982 Trinásť stránok z pamätníčka (námět, scénář TV seriálu pro slovenský Večerníček, r. Miroslav Sobota)
1982 Vánoční stromek (scénář TV filmu, r. Jana Semschová)
1984 Co je vám, doktore? (námět, scénář, r. Vít Olmer)
1986 Návštěvní hodiny (scénář, r. Pavel Háša)
1988 Laterna Magika: Vivisekce
1989 Skřivánčí ticho (scénář, režie)
1990 Byli jsme to my? (scénář na motivy divadelní hry Noční zkouška, režie)